# Лермонтово (Багратионовский район)
Ле́рмонтово — посёлок в Багратионовском районе Калининградской области. До 2017 года входил в состав Долгоруковского сельского поселения. Ранее на месте населённого пункта существовали два отдельных поселения — Вогау (до 1946 года) и Боггентин.

## География
Посёлок Лермонтово расположен на правом (восточном) берегу реки Майской, в 8 км к северо-западу от районного центра, города Багратионовска, в 21,7 км к югу от областного центра, города Калининграда.

## История
Поселение изначально относилось к исторической области именем Натангия.
Населенный пункт Боггентин был основан приблизительно в 1408 году, и представлял собой хутор и лесничество.
В начале XV века впервые упоминается о принадлежности населенного пункта к Вогау, в основе которого был лесопильный завод.
По итогам Второй мировой войны Вогау вошёл в состав СССР.
В 1946 году Вогау был переименован в Лермонтово.

## Население
В 1910 году в Вогау проживало 269 человек, в 1933 году — 467 человек, в 1939 году — 453 человека.
| 2002 | 2010 |
| ---- | ---- |
| 34   | ↘25  |